# Nuit Electronique
Nuit Electronique – koncert francuskiego artysty muzyki elektronicznej
Jeana Michela Jarre’a, który odbył się w Paryżu na Polach Elizejskich 14 lipca 1998 roku.
Koncert odbył się dla uczczenia zdobycia przez reprezentację Francji mistrzostwa świata w piłce nożnej. Liczbę widzów oceniano na ok. 600 tysięcy. Oprócz Jarre’a w koncercie brali udział też inni artyści: Tetsuya „TK” Komuro, Apollo 440, Resistance D, DJ Cam, Claude Monnet, Trigga i KDD.
Nagranie z koncertu zostało także wydane (box) w roku 1998 na rynku japońskim w wydawnictwie o nazwie Paris Live „Rendez Vous 98 Electronic Night”.